# Línguas aruaques
As línguas aruaques, nuaruaques, aruak ou arawak formam uma família de línguas ameríndias da América do Sul e do Mar do Caribe. As línguas aruaques são faladas em grande parte do território da América do sul em direção ao Paraguai ao norte, em países da costa norte da América do Sul, como o Suriname, a Guiana e a Venezuela.

## Etimologia
O termo "aruaque" se originou do termo aruaque aruwak, que significa "comedor de farinha". O termo "nuaruaque" se originou da expressão aruaque nu aruwak, que significa "meu comedor de farinha".

## Geografia
Para Rodrigues, essa língua, também conhecida como Lokono, era falada em algumas ilhas antilhanas, como Trinidad. Quando os europeus inciaram sua colonização do Caribe, os Aruák aí dividiam e disputavam o mesmo espaço com os caribes, e foi com uns e outros que aqueles tiveram seus primeiros contatos com a população nativa e com suas línguas. Assim como caribe, o nome Aruák veio a ser usado para designar o conjunto de línguas encontradas no interior do continente e aparentadas à língua Aruaque. Ainda segundo esse autor, esse conjunto de línguas foi também chamado de Maipure ou Nu-Aruák e corresponde ao que Martius (1794 — 1868) há mais de um século chamou de Guck ou Coco.

## Dispersão
Considerando a possibilidade de reconstrução histórica a partir das línguas nativas, o referido autor Urban (1992) conjectura que o curso principal do Amazonas não foi a principal rota de dispersão Arawák. Ao contrário, parece que os Maipure migraram pela periferia da bacia amazônica, tanto pelo norte como pelo sul a partir da área peruana, estabelecendo-se apenas mais tarde em regiões de terras baixas amazônicas há mais de 3 000 anos atrás.

## Classificação
Payne subdivide o grupo de línguas aruaques em cinco categorias: setentrional (exemplo: Achagua); oriental (ex: Palikur); central (ex: Waurá); meridional (ex: Terena) e ocidental (Ex: Amuesha). Não existindo consenso na literatura quanto à origem geográfica desse troco (Maipure), apesar de estar claro que, em relação aos Tupi, Jê e Caribe, os Maipure apresentam uma distribuição genericamente ocidental.

### Jolkesky (2016)
Classificação interna das línguas aruaques (Jolkesky 2016):
(† = língua extinta)
Arawak
- Yanexa
- Arawak Ocidental
  - Aguachile †
  - Chamikuro
  - Mamoré-Paraguai
    - Mamoré-Guaporé
      - Mojo-Paunaka
        - Mojo: Ignaciano; Trinitario
        - Paunaka

      - Baure-Paikoneka
        - Baure: Baure; Joaquiniano; Muxojeone †
        - Paikoneka †

    - Terena: Chane †; Guana †; Kinikinau; Terena

  - Negro-Putumayo
    - Jumana-Pase: Jumana †; Pase †
    - Kaixana †
    - Nawiki
      - Kabiyari
      - Karu-Tariana
        - Karu: Baniwa; Kuripako
        - Tariana

      - Mepuri †
      - Piapoko-Achagua: Achagua; Piapoko
      - Wainambu †
      - Warekena-Mandawaka: Warekena; Mandawaka †
      - Yukuna-Wainuma: Mariate †; Wainuma †; Yukuna

    - Resigaro
    - Wirina †

  - Orinoco
    - Yavitero-Baniva: Baniva; Yavitero †
    - Maipure †

  - Pré-Andino
    - Axaninka-Nomatsigenga
      - Nomatsigenga
      - Machiguenga-Nanti
      - Axaninka-Kakinte
        - Kakinte
        - Axaninka-Axeninka
          - Axaninka: Axaninka
          - Axeninka: Axeninka Pajonal; Axeninka Perene; Axeninka Pichis; Axeninka Ucayali; Axininka

  - Purus
    - Apurinã
    - Inhapari
    - Piro-Manchineri: Kanamare †; Kuniba †; Manchineri; Maxko Piro; Yine
- Arawak Oriental
  - Baixo Amazonas
    - Atlântico: Marawan †; Palikur
    - Guaporé-Tapajós
      - Saraveka †
      - Tapajós: Enawene-Nawe; Paresi

    - Xingu
      - Kustenau †
      - Waura-Mehinako: Mehinaku; Waura
      - Yawalapiti

    - Waraiku: Waraiku †

  - Solimões-Caribe: Marawan †; Palikur
    - Marawa †
    - Caribenho
      - Kaketio †
      - Wayuu-Anhun
        - Anhun
        - Wayuu

      - Lokono-Inheri
        - Inheri: Garifuna; Kalhiphona †
        - Lokono

      - Xebayo †
      - Taino †

    - Negro-Branco
      - Arua †
      - Mainatari †
      - Negro
        - Bare-Guinao: Bare; Guinao †
        - Bawana-Kariai-Manao: Bawana †; Kariai †; Manao †
        - Yabaana †

      - Branco
        - Mawayana
        - Wapixana-Parawana: Aroaki †; Atorada; Parawana †; Wapixana

### Nikulin & Carvalho (2019)
Classificação interna das línguas aruaques (Nikulin & Carvalho 2019: 270):
- Yanesha’
- Chamicuro
- Palikur
- Marítimo
  - Caribe Ilhéu; Garífuna
  - Lokono; Wayuunaiki, Añun
- Rio Branco
  - Wapixana
  - Mawayana
- Japurá-Colômbia
  - Piapoco
  - Achagua
  - Yucuna
  - Resígaro
  - Tariana
  - Baniwa-Koripako
  - Warekena Antigo
- Orinoco
  - Baré
  - Yavitero
  - Baniva de Guainia
  - Maipure
  - Warekena do Xié
- Central
  - Paresí
  - Enawenê-Nawê
  - Xingu
    - Yawalapití
    - Waurá; Mehináku
- Purus
  - Apurinã
  - Iñapari; Yine/Manxinéru
- Campa
  - Nomatsiguenga
  - Matsiguenga
  - Nanti
  - Caquinte
  - Asháninka
  - Ashéninka
- Boiívia-Paraná
  - Baure; Carmelito; Joaquiniano
  - Terena; Paunaka; Mojeño (Trinitário, Ignaciano, Loretano, Javeriano)

### Ramirez (2020)
A classificação da família arawak segundo Henri Ramirez (2020). Essa classificação difere substancialmente de sua classificação anterior (Ramirez 2001), mas chega a ser muito semelhante à proposta por Jolkesky (2016).
12 subgrupos (subfamílias) com 56 línguas (29 vivas e 27 extintas) († = extinta)
- Japurá-Colômbia
  - † Mepuri
  - † Yumana, † Passé
  - † Kauixana
  - Periférico
    - † Mandawaka, Warekena; Baniwa-Koripako
    - Piapoco, Achagua; Kabiyari
    - † Resígaro
    - † Wainumá-Mariaté
    - Yukuna
- Alto Orinoco
  - Baniva de Maroa
  - † Pareni-Yavitero
  - † Maipure
- Central-Amazonas-Antilhas ? (supergrupo)
  - Amazonas-Antilhas
    - Guajiro, † Paraujano
    - † Taino, Iñeri, Loko, † Marawá
    - ? † Waraiku
    - ? † Wirina

  - Médio Rio Negro
    - † Baré
    - † Guinau
    - † Anauyá; † Mainatari, † Yabahana

  - Central
    - † Bahuana; † Manao, † Cariaí
    - † Aruã
    - Pidiana
      - † Mawayana
      - Wapixana, † Parawana, † Aroaqui

    - ? † Shebayo
- Mato Grosso-Palikur ? (supergrupo)
  - Amapá
    - Palikur

  - Mato Grosso
    - Xingu
      - Waurá
      - Yawalapiti

    - Xaray
      - Salumã
      - Pareci
      - † Sarave
- Bolívia-Purus-Kampa-(Amuesha) ? (supergrupo)
  - Bolívia
    - Baure
    - Pauna; Mojeño, Tereno

  - Purus
    - † Iñapari
    - Piro
    - Apurinã
    - † Cararí

  - Pré-Andino
    - Kampa

  - Pozuzo
    - Amuesha
- Baixo Ucayali
  - † Chamicuro
  - ? † Moríque

## Línguas dessa família

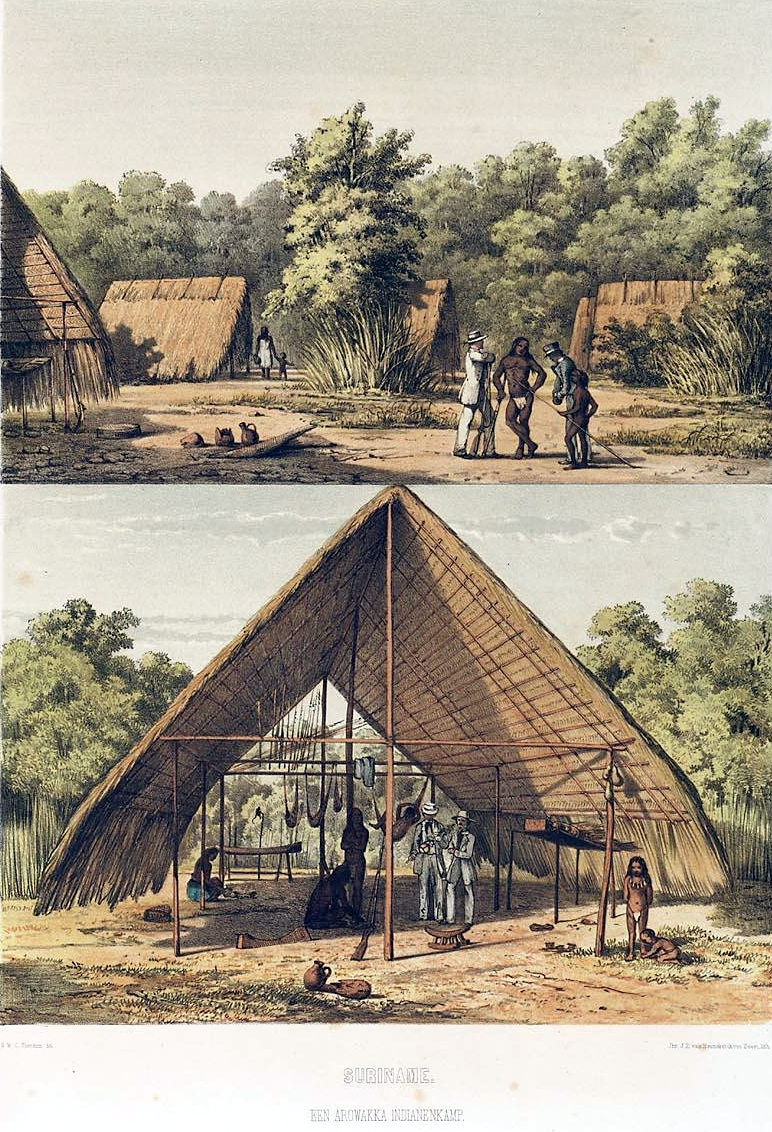
Aldeia arawak (G.W.C. Voorduin 1860/1862).

- Achagua
- Amuesha
- Apurinã
- Barés
- Baniuas (Baniwa)
- Ashaninka (Campas)
- Cabiyari
- Chamicuro
- Curripaco (Kurripako) / Língua baniua
- Enawene-Nawe
- Guajiro
- Ignaciano (Gynoxys ignaciana e Moxos)
- Arawák - Lokono (Lokonos)
- Manaós
- Machigenguas
- Mandawaka
- Palikur
- Piapoco
- Parecis
- Piros (Yines)
- Resígaro
- Idioma tariana; Tarianas
- Terena; Terenas
- Uaurá
- Uapixanas Wapishana
- Yavitero
- Yucuna
- Iaualapitis (Yaualapitís)

## Comparação lexical
Comparação lexical (Rodrigues 1986):
| Português  | língua | água | sol        | mão      | pedra   | anta        |
| ---------- | ------ | ---- | ---------- | -------- | ------- | ----------- |
| Karútana   | inene  | uni  | kamui      | kapi     | hipa    | hema        |
| Warekéna   | inene  | one  | kamoi      | kapi     | ipa     | ema         |
| Tariãna    | enene  | uni  | kamoi      | kapi     | hipada  | hema        |
| Baré       | nene   | uni  | kamuhu     | kabi     | tiba    | tema        |
| Mandawáka  | nene   | uni  | gamoui     | kahi     | iha     | ema         |
| Palikúr    | nene   | une  | kamoi      | (iwakti) | tipa    | (aludpikli) |
| Wapixána   | nenuba | wene | kamoo      | kae      | keba    | (kudoi)     |
| Apurinã    | nene   | weni | (atukatxi) | (piu)    | (kai)   | kema        |
| Piro       | nu     | honu | (tkatxi)   | (mio)    | (sotlu) | hema        |
| Paresí     | nini   | one  | kamai      | kahe     | sehali  | (kotioi)    |
| Waurá      | nei    | une  | kamy       | kapi     | typa    | teme        |
| Yawalapití | niati  | u    | kame       | kapi     | teba    | tsema       |
| Teréna     | nene   | une  | (kaxe)     | (vo’u)   |         | kamo        |

## Influência na língua portuguesa
As línguas aruaques legaram algumas palavras para a língua portuguesa, embora não de modo tão expressivo quanto as línguas da família tupi-guarani. Geralmente, essas palavras chegaram à língua portuguesa indiretamente, através da língua castelhana dos conquistadores espanhóis das Antilhas, os quais aprenderam o idioma taino dos habitantes dessa região. Exemplos de palavras da língua portuguesa com origem no idioma taino são: canoa, goiaba, furacão, iguana, cacique, batata, caribe, tabaco etc.

### Reconstruções
- PAYNE, David L. A classification of Maipuran (Arawakan) languages based on shared lexical retentions. In: DERBYSHIRE, Desmond C.; Geoffrey K. PULLUM (eds.). Handbook of Amazonian languages, v. 3. Berlim: Mouton de Gruyter, 1991. p. 355–499.
- Aikhenvald, Alexandra. (2002). Language contact in Amazonia. Oxford University Press.
- Captain, David. (1991 [2005]). Proto-Lokono-Guajiro. Revista Latinoamericana de Estudios Etnolingüísticos, 10:137-172.

Japurá-Colômbia:
- Ramirez, Henri (2020). Enciclopédia das línguas Arawak: acrescida de seis novas línguas e dois bancos de dados. 4 1 ed. Curitiba: Editora CRV. 254 páginas. ISBN 978-65-251-0231-3. doi:10.24824/978652510231.3

Bolívia:
- Jolkesky, Marcelo (2016). Uma reconstrução do proto-mamoré-guaporé (família arawák). LIAMES: Línguas Indígenas Americanas, 16(1), 7-37. doi:10.20396/liames.v16i1.8646164
- Ramirez, Henri (2020). Enciclopédia das línguas Arawak: acrescida de seis novas línguas e dois bancos de dados. 3 1 ed. Curitiba: Editora CRV. 290 páginas. ISBN 978-65-251-0234-4. doi:10.24824/978652510234.4
- Carvalho, F. de, & Rose, F. (2018). Comparative Reconstruction of Proto-Mojeño and the Diversification of Mojeño Dialects. LIAMES: Línguas Indígenas Americanas, 18(1), 3-44. doi:10.20396/liames.v1i1.8648804

Campa:
- MICHAEL, Lev. La reconstrucción y la clasificación interna de la rama Kampa de la família Arawak. In: Memorias del V Congreso de Idiomas Indígenas de Latinoamérica, 6–8 de octubre de 2011, Universidad de Texas en Austin. Austin: University of Texas, 2011.
- MICHAEL, Lev; Robin ALCORN; Lisa FANN; Briana VAN EPPS; Mona ZARKA. Phonological reconstruction of the Kampan branch of Arawak. Trabalho apresentado em 1 de maio de 2010 no 13° Workshop on American Indigenous Languages. Santa Barbara: University of California, 2010.

Purus:
- Carvalho, Fernando O. de (2021). A Comparative Reconstruction of Proto-Purus (Arawakan) Segmental Phonology. International Journal of American Linguistics, 87(1), 49–108. doi:10.1086/711607
- BRANDÃO, Ana Paula; Sidi FACUNDES. Estudos comparativos do léxico da fauna e flora Aruák. Boletim do Museu Paraense Emílio Goeldi. Ciências humanas, Belém, v. 2, n. 2, p. 133–168, maio/ago. 2007.
- FACUNDES, Sidney da Silva. The language of the Apurinã people of Brazil (Arawak). Tese (Doutorado em Linguística) – University of New York at Buffalo, Buffalo, 2000.
- FACUNDES, Sidney da Silva. The comparative linguistic methodology and its contribution to improve the knowledge of Arawakan. In: HILL, Jonathan D.; Fernando SANTOS-GRANERO (eds.). Comparative Arawakan histories. Illinois: University of Illinois Press, 2002. p. 74–96.

### Dicionários
- Subgrupo Bolívia:
  - Mary Ritchie Key. 2015. Ignaciano dictionary. In: Key, Mary Ritchie & Comrie, Bernard (eds.) The Intercontinental Dictionary Series. Leipzig: Max Planck Institute for Evolutionary Anthropology. http://ids.clld.org/contributions/263
  - Ruth Gill and Wayne Gill. 2015. Trinitario dictionary. In: Key, Mary Ritchie & Comrie, Bernard (eds.) The Intercontinental Dictionary Series. Leipzig: Max Planck Institute for Evolutionary Anthropology. http://ids.clld.org/contributions/265
  - Mary Ritchie Key. 2015. Baure dictionary. In: Key, Mary Ritchie & Comrie, Bernard (eds.) The Intercontinental Dictionary Series. Leipzig: Max Planck Institute for Evolutionary Anthropology. http://ids.clld.org/contributions/261
- Subgrupo Purus:
  - Mary Ritchie Key. 2015. Mashco Piro dictionary. In: Key, Mary Ritchie & Comrie, Bernard (eds.) The Intercontinental Dictionary Series. Leipzig: Max Planck Institute for Evolutionary Anthropology. http://ids.clld.org/contributions/264
- Subgrupo Amazonas-Antilhas:
  - Jesús Olza Zubiri and José Alvarez (commentary) and Miguel Angel Jusayú. 2015. Goajiro dictionary. In: Key, Mary Ritchie & Comrie, Bernard (eds.) The Intercontinental Dictionary Series. Leipzig: Max Planck Institute for Evolutionary Anthropology. http://ids.clld.org/contributions/262
- Subgrupo Central:
  - Colette Melville and Frances V. Tracy and Olive Williams. 2015. Wapishana dictionary. In: Key, Mary Ritchie & Comrie, Bernard (eds.) The Intercontinental Dictionary Series. Leipzig: Max Planck Institute for Evolutionary Anthropology. http://ids.clld.org/contributions/266
- Subgrupo Xingu:
  - Joan Richards. 2015. Waurá dictionary. In: Key, Mary Ritchie & Comrie, Bernard (eds.) The Intercontinental Dictionary Series. Leipzig: Max Planck Institute for Evolutionary Anthropology. http://ids.clld.org/contributions/267
- Subgrupo Alto Orinoco:
  - Mary Ritchie Key. 2015. Yavitero dictionary. In: Key, Mary Ritchie & Comrie, Bernard (eds.) The Intercontinental Dictionary Series. Leipzig: Max Planck Institute for Evolutionary Anthropology. http://ids.clld.org/contributions/268